# جوستن هويت

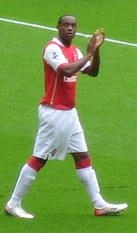
جوستن هويت

جوستن رايموند هويت (بالإنجليزية: Justin Raymond Hoyte)‏، من مواليد 20 نوفمبر 1984 في لندن في إنجلترا، لاعب كرة قدم إنجليزي.
بدأ مسيرته الكروية مع نادي آرسنال في عام 2002، وفي موسم 2005/2006 أعير إلى نادي سندرلاند، ولعب معهم 27 مباراة وسجل هدف واحد، ومن ثم عاد إلى ارسنال ولعب موسم 2006/2007 وأيضا 2007/2008 وبعدها انتقل إلى صفوف نادي ميدلزبروه الإنجليزي بصفقة بلغت 3 ملايين يورو.

## مسيرته الكروية
لعب جوستن هويت خلال مسيرته الاحترافية مع 6 أندية في ثمانية عشر موسمًا وسجل خلالها 6 أهداف ضمن 299 مباراة. حيث فاز في موسمين بالكأس وفي موسم واحد بالدوري.
خاض جوستن هويت مسيرته مع نادي أرسنال في موسم 2002–03 في المرة الأولى واستمر معه طيلة ثلاثة مواسم ثم في موسم 2006–07 ولمدة موسمين، مشاركًا طوالها في 34 مباراة سجل خلالها هدفًا واحدًا. ثم انتقل إلى نادي سندرلاند في موسم 2005–06 لمدة موسم واحد، حيث شارك في 27 مباراة سجل خلالها هدفًا واحدًا أيضًا. لينتقل بعدها إلى نادي ميدلزبره في موسم 2008–09 ليلعب معه ستة مواسم، مشاركًا في 142 مباراة سجل خلالها هدفين. ثم انتقل إلى نادي ميلوول في موسم 2013–14 ولمدة موسمين، مشاركًا في 7 مباريات ولم يسجل أي هدف. هذا وانتقل لاحقًا إلى داغنهام وريدبريدج في موسم 2015–16 لمدة موسم واحد، مشاركًا في 25 مباراة ولم يسجل أي هدف أيضًا. ثم انتقل بعدها إلى نادي سينسيناتي في موسم 2017 واستمر معه طيلة ثلاثة مواسم، مشاركًا في 64 مباراة سجل خلالها هدفين.

## روابط خارجية
- جوستن هويت على موقع الدوري الأمريكي (الإنجليزية)
- جوستن هويت على موقع قاعدة بيانات كرة القدم.إي يو (الإنجليزية)
- جوستن هويت على موقع ناشيونال فوتبول تيمز (الإنجليزية)
- جوستن هويت على موقع Soccerbase.com (لاعب) (الإنجليزية)
- جوستن هويت على موقع Soccerway.com (الإنجليزية)
- جوستن هويت على موقع عالم كرة القدم.نت (الإنجليزية)
- جوستن هويت على موقع كووورة